# Anvers-Liège-Anvers
Anvers-Liège-Anvers, ou Grand Prix de la Libération (Grote Bevrijdingsprijs en néerlandais), est une ancienne course cycliste belge, disputée entre 1950 et 1961 entre Anvers en région flamande et Liège en région wallonne. 
Les éditions de 1950 et de 1951 étaient consacrées aux indépendants.

## Palmarès
| Année | Vainqueur        | Deuxième               | Troisième             |
| ----- | ---------------- | ---------------------- | --------------------- |
| 1950  | André Vlayen     |                        |                       |
| 1951  | Jaak Brutyn      |                        |                       |
| 1952  | Karel De Baere   | Ernest Sterckx         | Gaston de Wachter     |
| 1953  | Albéric Schotte  | Willy Geers            | Karel Borgmans        |
| 1954  | André Vlayen     | Marcel Rijckaert       | Eugène Van Roosbroeck |
| 1955  | Willy Vannitsen  | Karel De Baere         | Ernest Sterckx        |
| 1956  | Pierre Machiels  | Julien Van den Branden | Gentil Saelens        |
| 1957  | Karel De Baere   | Piet Oellibrandt       | Jan Zagers            |
| 1958  | Firmin Bral      | Raymond Vrancken       | Karel De Baere        |
| 1959  | Piet Oellibrandt | Marcel Janssens        | Frans Aerenhouts      |
| 1960  | Roger Baens      | Joseph Vloeberghs      | Jozef Verachtert      |
| 1961  | Alfons Hermans   | Jan Zagers             | Piet van Est          |